# Pseuderemias mucronata
Espèce
Synonymes
- Acanthodactylus mucronata Blanford, 1870

Pseuderemias mucronata est une espèce de sauriens de la famille des Lacertidae.

## Répartition
Cette espèce se rencontre dans l'est de l'Égypte, dans l'est du Soudan, dans l'Est de l'Éthiopie, en Érythrée, à Djibouti et dans le nord de la Somalie.

## Publication originale
- Blanford, 1870 : Observations of the geology and zoology of Abyssinia, made 1867-68. McMillan (London), p. 1-487 (texte intégral).